# Rieutort-de-Randon
Rieutort-de-Randon este o comună în departamentul Lozère din sudul Franței. În 2009 avea o populație de 756 de locuitori.

## Evoluția populației
| An        | 1975 | 1982 | 1990 | 1999 | 2006 | 2009 |
| --------- | ---- | ---- | ---- | ---- | ---- | ---- |
| Populație | 684  | 661  | 585  | 646  | 731  | 756  |